# 27 Łotewski Batalion Schutzmannschaft Burtnieku
27 Łotewski Batalion Schutzmannschaft „Burtnieku”(niem. 27 Lettische Schutzmannschafts Bataillon „Burtnieku”) – kolaboracyjny pomocniczy oddział policyjny złożony z Łotyszy podczas II wojny światowej

## Historia
Batalion został sformowany w marcu 1942 r. w Mangalsala. Na jego czele stanął kpt. K. Bēms. Batalion liczył 20 oficerów, 48 podoficerów i 437 szeregowych policjantów. W poł. maja przeniesiono go do wsi Griszino na okupowanej Ukrainie. Łotysze przeszli szkolenie wojskowe, po czym prowadzili służbę wartowniczą i ochronną. 3 sierpnia z powodu choroby kpt. K. Bēmsa zastąpił go ppłk K. Ziverts. 13 stycznia 1943 r. batalion przejechał do Kremenczugi. Z powodu przerwania linii frontu przez Armię Czerwoną Łotysze 23 stycznia wycofali się, zajmując pozycje obronne w rejonie wsi Wierchnaja-Biełaja Gora nad Donem. Na przełomie stycznia i lutego doszło do ciężkich walk z czerwonoarmistami. Batalion poniósł duże straty, głównie z powodu braku broni ciężkiej i małej ilości karabinów maszynowych. 20 lutego niemiecki żołnierz zastrzelił ppłk. K. Zivertsa. Krótko potem batalion został rozformowany, zaś ocalałych schutzmanów włączono do 23 Łotewskiego Batalionu Schutzmannschaft "Gauja". Rannych i chorych odesłano do Rygi.